# باجاي (إزار)
باجاي هي بلدية في إزار في جنوب شرق فرنسا. تقع على بعد حوالي 50 كم جنوب شرق ليون.